# Itelmens
Els itelmens (itenme'n "habitant de terra seca, ésser humà"), també coneguts com a kamtxadals (de kamchalo, nom que donaven els russos als koriaks i txuktxis) són un poble indígena de Rússia que viu a l'óblast de Kamtxatka (principalment al districte de Koriàkia).
Segons el cens rus (2002), eren 3.180 individus, dels quals, però, només un 10% parlava la llengua itelmen. El 60% viuen a l'óblast de Kamtxatka (el 40% a Koriàkia) i el 22% a l'óblast de Magadan. Viuen principalment a la zona entre el Tigil i l'illa Xumaixa, al sud de Kamtxatka. Són xamanistes cristianitzats.
En el segle xviii entraren en contacte amb l'Imperi Rus i foren delmats pels cosacs. També molts d'ells es barrejaren amb cosacs, de manera que el terme kamtxadal serveix per a denominar la població mixta de cosac i itelmen, mentre que els itelmens són la població no barrejada.